# Back to You (WayV专辑)
《Back To You》是中國男子組合WayV-KUN&XIAOJUN的首張單曲專輯。主打歌為《這時煙火（Back To You）》，於2021年6月16日發行。

## 简介
WayV-KUN&XIAOJUN為WayV首支小分隊，由成員錕和肖俊兩人組成。此前在威神V出道之初推出的“Rainbow V”項目中，兩人就憑藉翻唱方大同版本的《紅豆（Red Bean）》充分展現了他們作為主唱的無限可能性。這次，兩人組成小分隊發行的單曲專輯《Back To You》 ，其中共收錄了三首歌，包括感性主唱魅力主打曲《這時煙火（Back To You）》，和Pop ballad風格的收錄曲《夜未眠（Sleepless）》, 以及為全球粉絲特別準備的主打曲英文版本《Back To You（English Ver.）》。
- 《這時煙火（Back To You）》：就算四季變幻時間流逝，對彼此的感情即使慢慢枯萎冷卻也會再次燃燒，就如煙火，而過程中一起經歷的情感最終都會化成愛情重新綻放，閃爍著耀眼光芒。
- 《夜未眠（Sleepless）》：Pop ballad風格的歌曲，以溫暖中不乏傷感的鋼琴伴奏引領全曲。歌詞描述對已離去的戀人的思念和遺憾，讓夜晚無法入眠，將悲傷的感情最大化。

## 發行
6月11日，官方宣布錕和肖俊將組成WayV首支小分隊WayV-KUN&XIAOJUN，將於6月16日發行首張單曲專輯《Back To You》，其中收錄3首歌曲。12日至14日，官方釋出組合和個人預告片。15日，公開主打曲《這時煙火（Back To You）》的MV預告。16日，公開主打曲《這時煙火（Back To You）》MV以及全專音源。23日，公開主打曲《Back To You》英文版MV。

## 曲目
| 曲序     | 曲目                    |                           | 作曲                 | 編曲          | 时长  |
| -------- | ----------------------- | ------------------------- | -------------------- | ------------- | ----- |
| 1.       | 這時煙火（Back To You） | 小寒                      | 陳民澔               | 陳民澔 李鍾浩 | 4:12  |
| 2.       | 夜未眠（Sleepless）     | 王靖雲                    | Andrew Choi minGtion | minGtion      | 3:51  |
| 3.       | Back To You（英文版）   | Adrian McKinnon Sami Khan | 陳民澔               | 陳民澔 李鍾浩 | 4:12  |
| 总时长： | 总时长：                | 总时长：                  | 总时长：             | 总时长：      | 12:15 |

## 發行歷史
| 發行地區區 | 發行日期      | 發行方式 | 發行公司                 |
| ---------- | ------------- | -------- | ------------------------ |
| 全球       | 2021年6月16日 | 數位下載 | Label V、SM娛樂、Dreamus |